# Saint-Zénon-du-Lac-Humqui
Pour les articles homonymes, voir Humqui.
Saint-Zénon-du-Lac-Humqui [sɛ̃ zenɔ̃ dy lak amkwi] est une municipalité de paroisse dans la MRC La Matapédia dans la région du Bas-Saint-Laurent (Québec, Canada).

## Toponymie

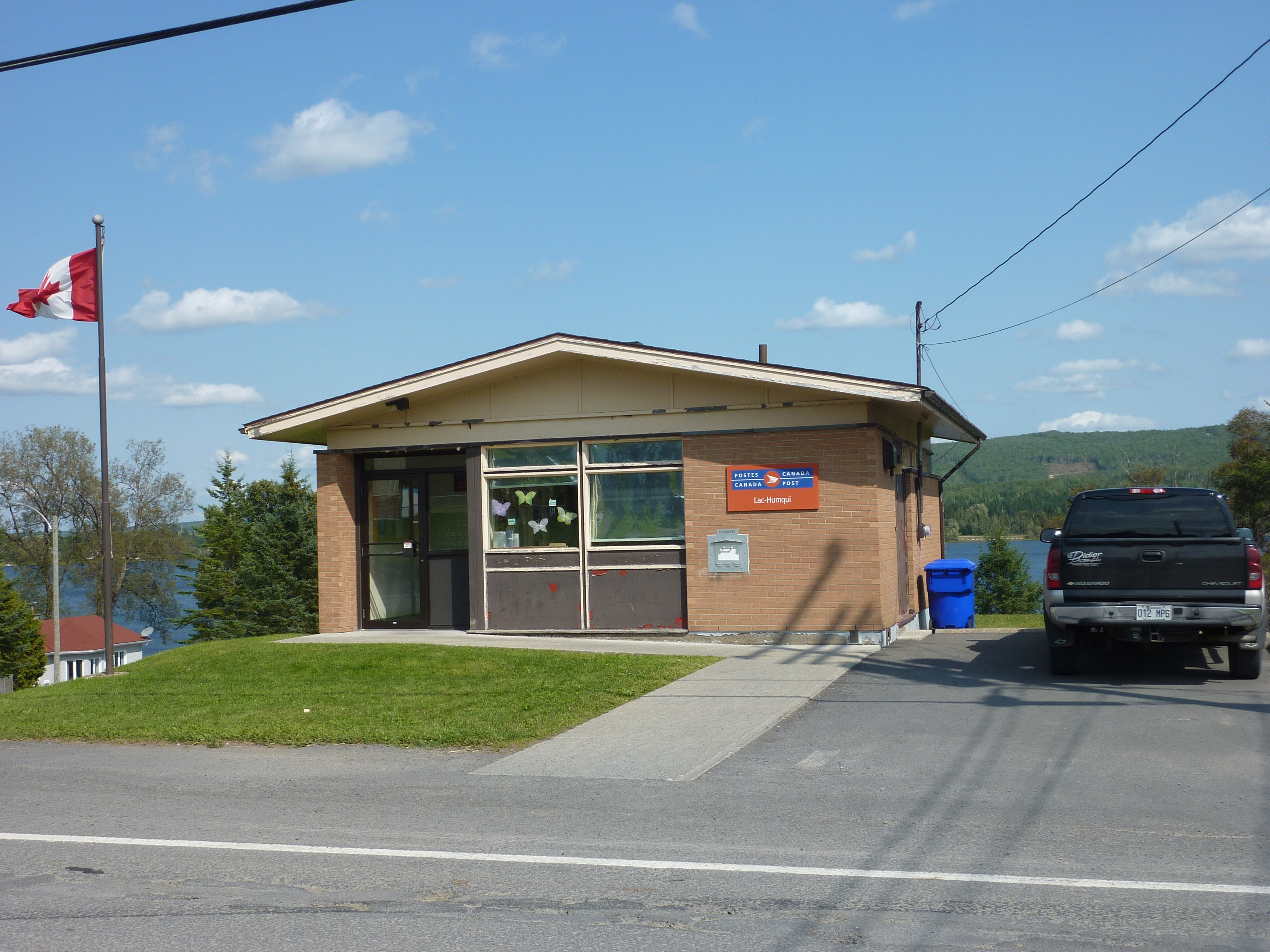
Bureau de poste de Lac-Humqui

En 1911, l'évêque de Rimouski, André-Albert Blais, baptisa la mission Saint-Zénon-du-Lac-Humqui en l'honneur de l'abbé Zénon-Octave Gendron, natif de Saint-Octave-de-Métis, qui fut curé de Saint-Léon-le-Grand et desservant da paroisse de 1908 à 1918. La fin du nom de la municipalité, « du-Lac-Humqui », a pour but de différencier la municipalité des autres municipalités du même nom comme Saint-Zénon dans Lanaudière et est due au fait de la présence du lac Humqui. Saint-Zénon est le tribun de l'armée romaine qui vécut au IIIe siècle et qui est mort en martyr le 9 juillet 298 avec 10 203 de ses soldats.
Les gentilés sont nommés Lac-Humquiens et Lac-Humquiennes.

## Histoire
En 1868, Isaïe Ritchot, natif de L'Épiphanie, acheta plusieurs lots qui constituent une bonne partie du territoire qui compose Lac-Humqui et Saint-Léon-le-Grand. En 1892, c'est la compagnie d'exploitation forestière Price qui acheta ce territoire pour l'exploiter. En 1902, les premiers colons vinrent s'établir. Ils arrivaient d'Amqui, de Matane, de Sainte-Félicité, de Lac-au-Saumon et de La Malbaie. La mission catholique a été fondée en 1914. La paroisse a été érigée canoniquement le 1er mai 1919, mais les registres de la paroisse étaient ouverts depuis 1918. La municipalité a été constituée officiellement le 28 avril 1920. En 1923, un immense incendie ravagea les terres environnant le village. La caisse populaire a été fondée le 29 septembre 1937.

## Géographie
Saint-Zénon-du-Lac-Humqui est situé sur la rive nord-ouest du lac Humqui dans la Vallée de la Matapédia à 440 km au nord-est de Québec et à 380 km à l'ouest de Gaspé. Les villes importants à proximité sont Rimouski à 125 km à l'ouest, Mont-Joli à 90 km au nord-ouest ainsi que Matane à 85 km et Amqui à 20 km au nord. Son territoire couvre une superficie de 113 km2.

### Hameau
- Jetté
- Pinault

### Topographie

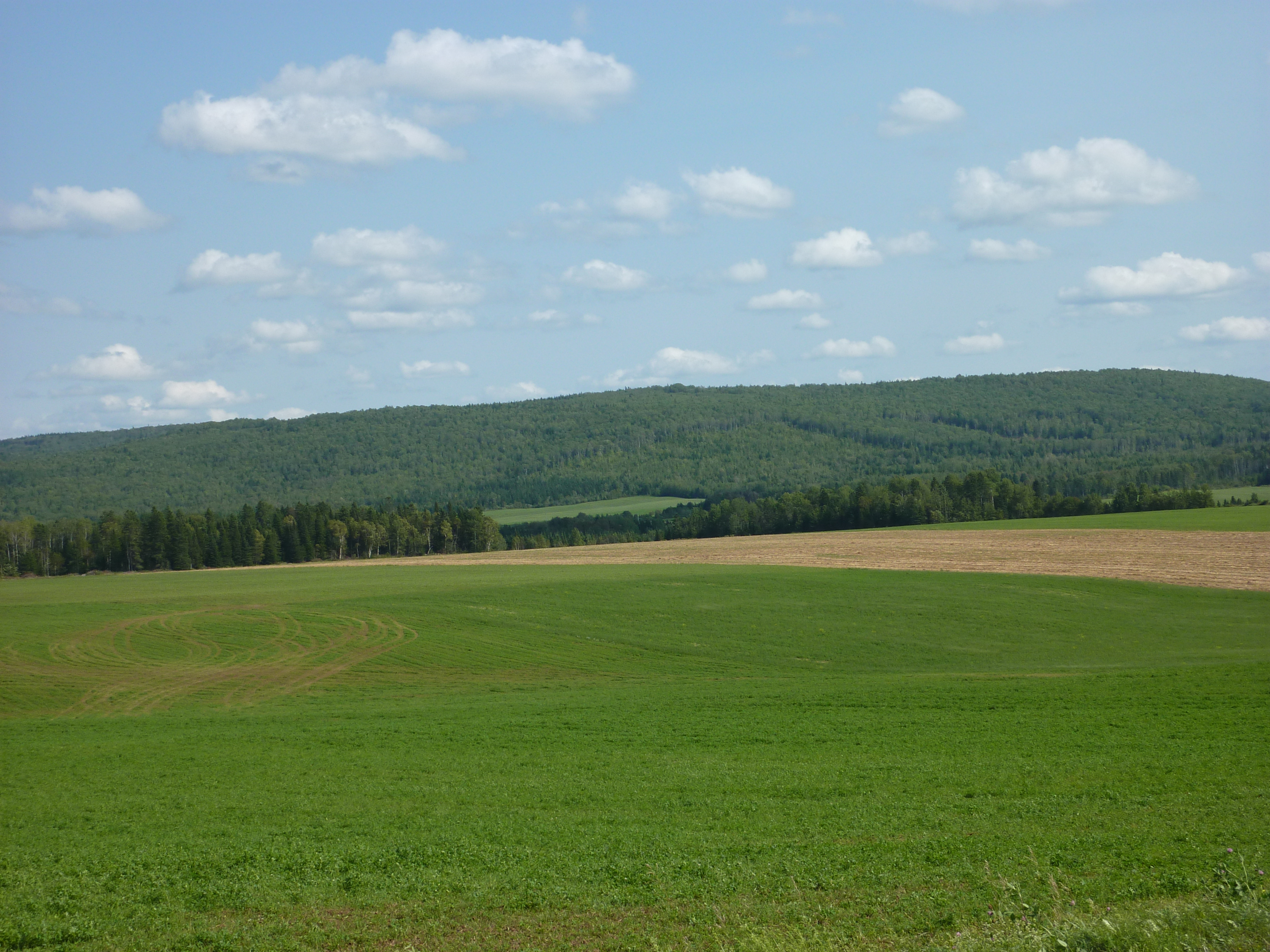
Champs à Saint-Zénon-du-Lac-Humqui

La municipalité est entourée des montagnes qui forment la vallée de la Matapédia et qui font partie des Appalaches dans le massif  des monts Chic-Chocs.

### Hydrographie
Le territoire est drainé par le bassin versant de la rivière Ristigouche.
À partir de la décharge du lac Humqui, dans le nord-est, la rivière Humqui, un affluent de la rivière Matapédia, coule vers le nord-est.
La Branche Nord(d) coule vers le sud jusqu'à sa confluence avec la rivière Humqui dans le nord-est de la municipalité.

## Démographie
| 1991 | 1996 | 2001 | 2006 | 2011 | 2016 | 2021 |
| ---- | ---- | ---- | ---- | ---- | ---- | ---- |
| 556  | 464  | 434  | 426  | 366  | 359  | 370  |

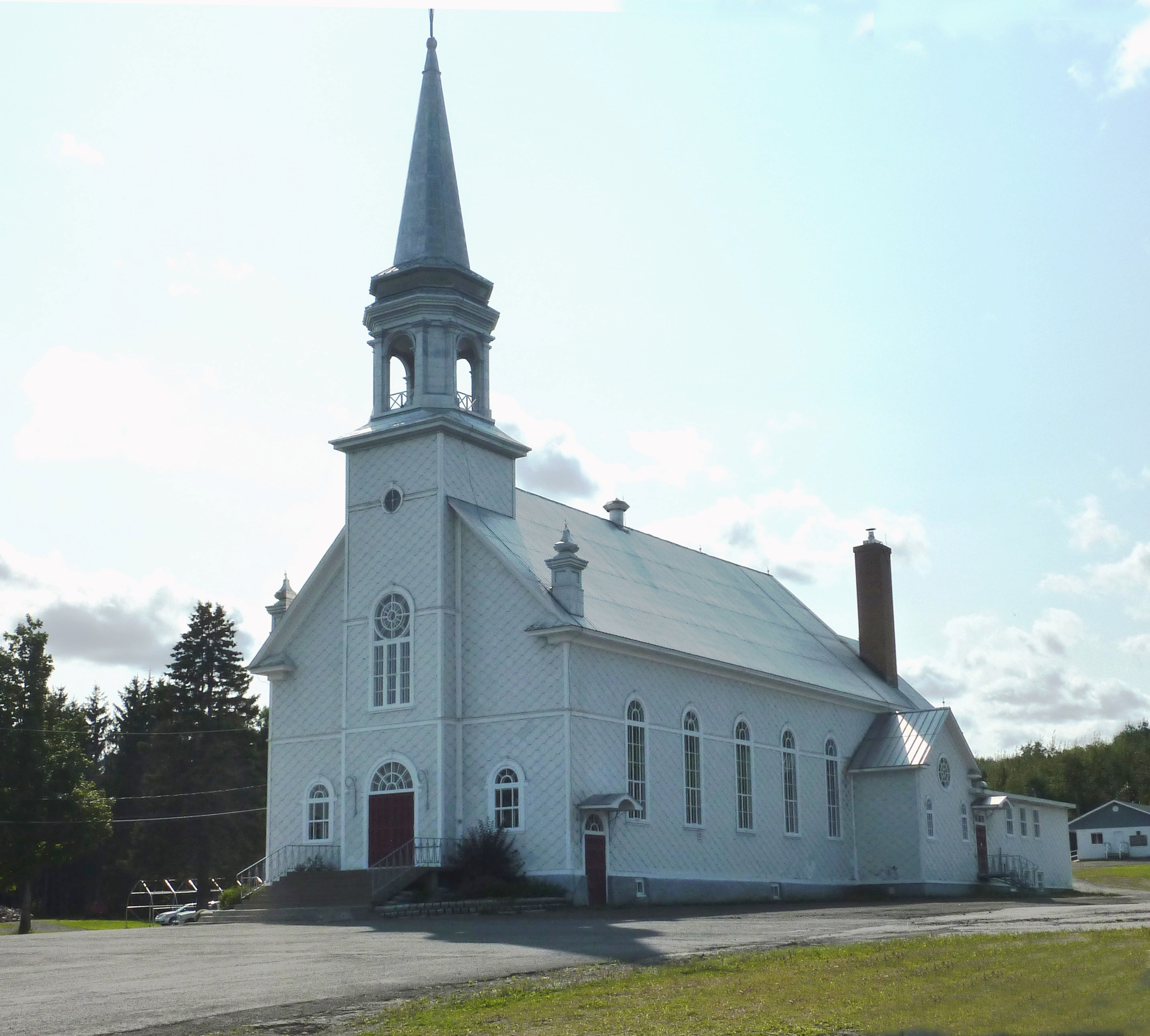
Église de Saint-Zénon-du-Lac-Humqui

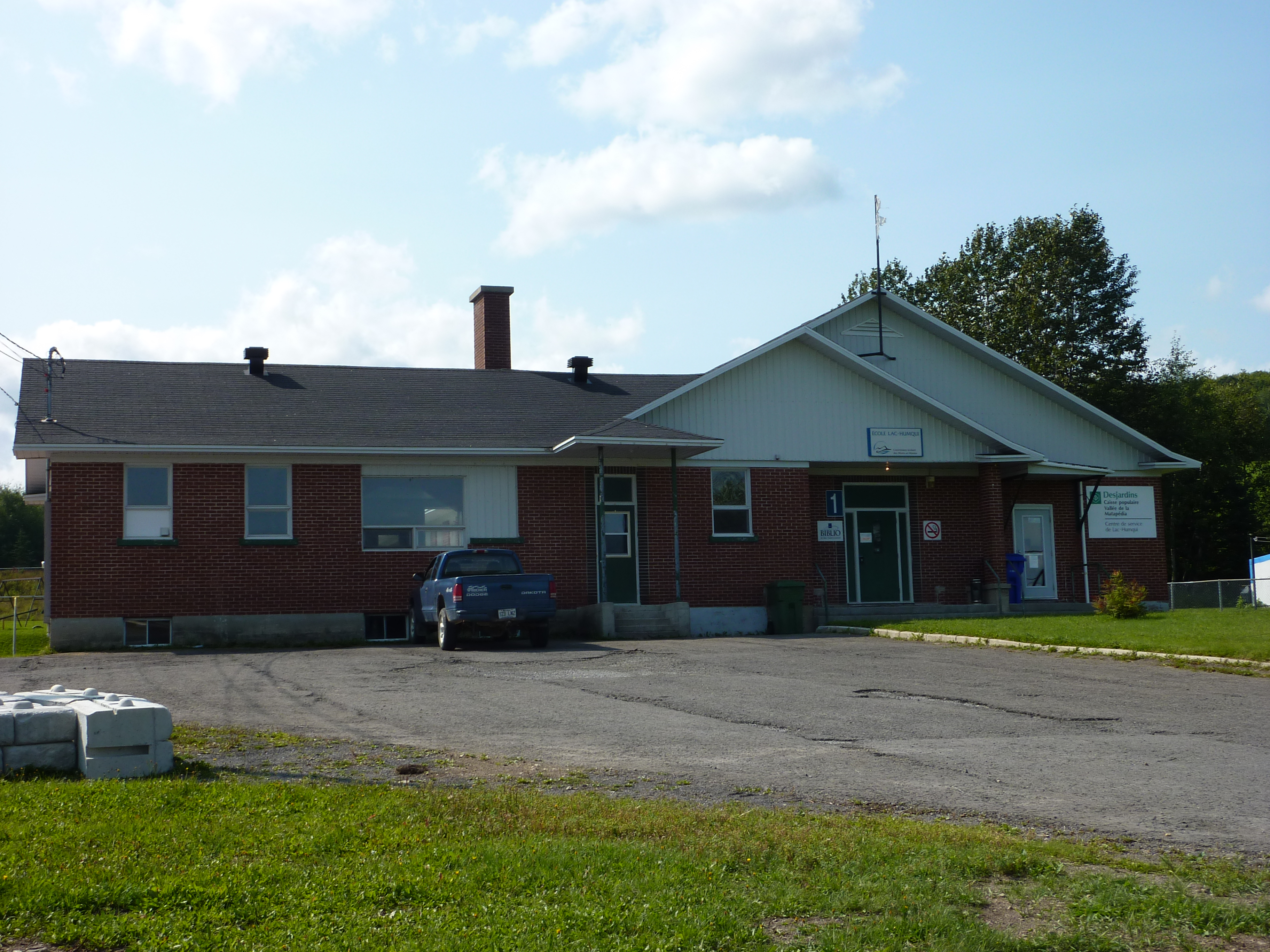
École primaire de Saint-Zénon-du-Lac-Humqui

La population de Lac-Humqui était de 426 habitants en 2006 et de 434 habitants en 2001. Cela correspond à une décroissance démographique de 1,8 %. Toute la population de Lac-Humqui a le français en tant que langue maternelle et 4,7 % de la population de Lac-Humqui maitrise les deux langues officielles du Canada.

## Administration

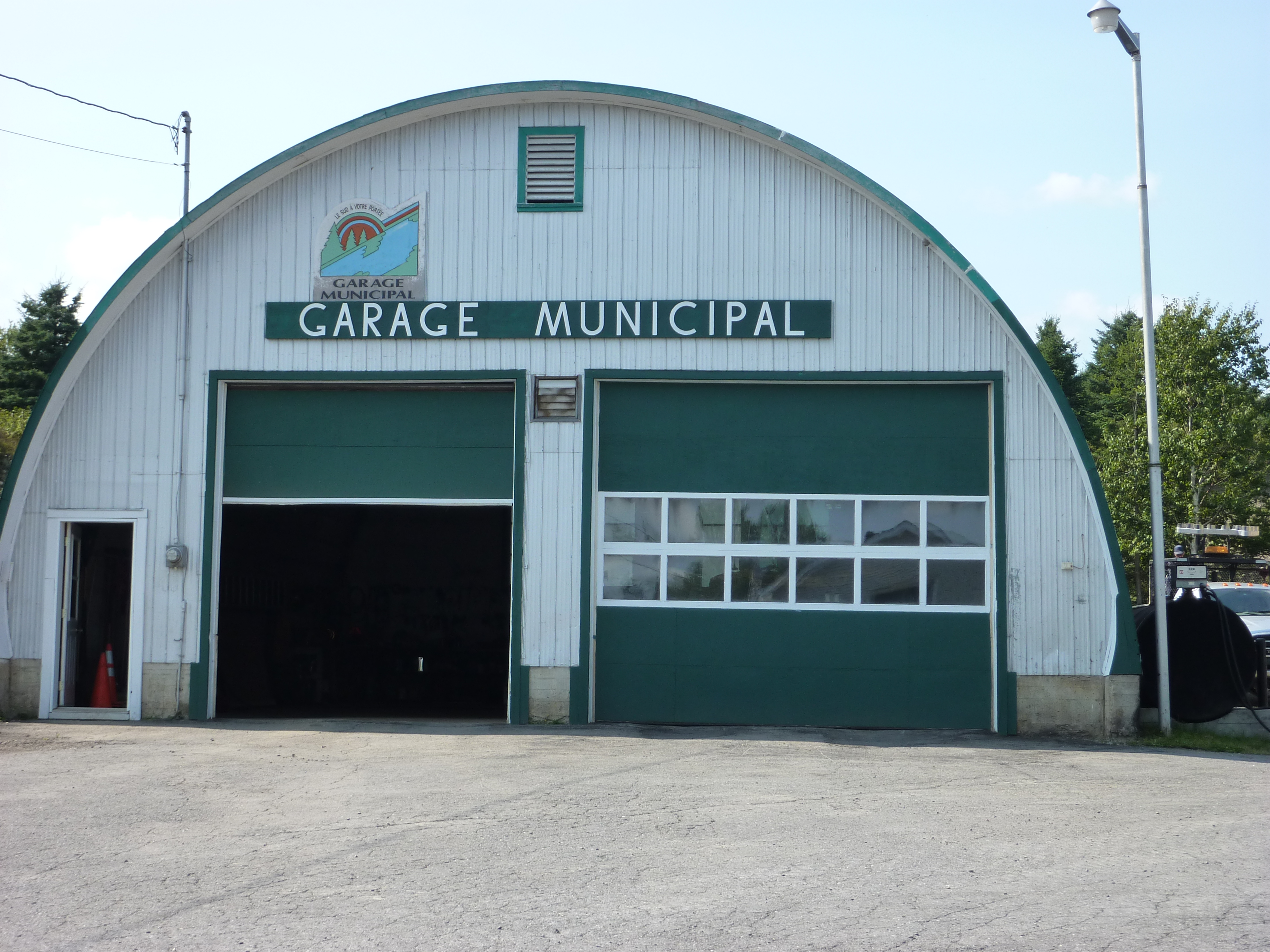
Garage municipal de Saint-Zénon-du-Lac-Humqui en septembre 2009

Les élections municipales ont lieu tous les quatre ans et sont effectuées en bloc sans division territoriale.
| 2017-2021 |              |    |                      |
| --------- | ------------ | -- | -------------------- |
| 2017-2021 | Maire:       |    | Gino Canuel          |
| 2017-2021 | Conseillers: | #1 | Caroline Dumont      |
| 2017-2021 |              | #2 | Diane Soucy          |
| 2017-2021 |              | #3 | Jean-Louis Arsenault |
| 2017-2021 |              | #4 | Marc Michaud         |
| 2017-2021 |              | #5 | Joannie Thibault     |
| 2017-2021 |              | #6 | Normand Henley       |

| Saint-Zénon-du-Lac-Humqui Maires depuis 2001                                                                         |                 |         |          |
| Élection | Maire           | Qualité | Résultat |
| 2001 | Réginald Duguay |         | Voir     |
| 2005 | Réginald Duguay | Voir    |          |
| 2009 | Réginald Duguay | Voir    |          |
| 2013 | Réginald Duguay | Voir    |          |
| 2017 | Gino Canuel     |         | Voir     |
| 2021 | Gino Canuel     | Voir    |          |
| Élection partielle en italique Depuis 2005, les élections sont simultanées dans toutes les municipalités québécoises |                 |         |          |

### Représentations politiques
Québec : Lac-Humqui fait partie de la circonscription provinciale de Matapédia. Lors de l'élection générale québécoise de 2008, la députée sortante Danielle Doyer, du Parti québécois, a été réélue pour représenter les citoyens de Lac-Humqui à l'Assemblée nationale.
 Canada : Lac-Humqui fait partie de la circonscription fédérale de Haute-Gaspésie—La Mitis—Matane—Matapédia. Lors de l'élection fédérale canadienne de 2008, le député sortant Jean-Yves Roy, du Bloc québécois, a été réélu pour représenter les citoyens de Lac-Humqui à la Chambre des communes.

## Devise
La devise de Lac-Humqui est « Fier et accueillant ».

## Économie
L'économie du Lac-Humqui tourne principalement autour de l'agriculture et de l'industrie forestière. L'activité touristique est aussi un facteur de développement économique du Lac-Humqui. La sylviculture est aussi une activité économique importante à Lac-Humqui.

## Culture et Société
La paroisse de Saint-Zénon-du-Lac-Humqui est située dans l'Archidiocèse de Rimouski et, plus précisément, dans la région pastorale de La Matapédia.

## Tourisme
La municipalité fait partie de la région touristique de la Gaspésie dans la sous-région touristique de la vallée de la Matapédia.  L'hiver, il y a un défi de pêche blanche à la truite  nommé « Les 36 heures du lac Humqui ». La chasse y est aussi un loisir important.